# Доспамбет-жырау
Досмамбет Азавлы (Азовский) (1490, ныне г. Азов Ростовской области — 1523, близ Астрахани) — поэт, полководец, батыр. Принадлежал к военной знати. Совершал частые поездки по Дешт-и-Кипчаку, был в Бахчисарае и Стамбуле. Участвовал во многих походах крымского хана. Точные выразительные детали, различные поэтические интонации, проникновенный лиризм ставят их в ряд шедевров ногайской поэзии. Стихи Досмамбета-йырав были опубликованы в сборниках М. Османова «Ногайские и кумыкские тексты» (СПб., 1833) и В. В. Радлова «Образцы народной литературы тюркских племен» (1896), а также в книгах «Ертедегі әдебиет нұсқалары» (1967), «Алдаспан» (1971), «XV — XVІІІ ғасырлардағы қазақ поэзиясы» (1982), «Бес ғасыр жырлайды» (1985). История Досмамбета и его сына Косая, вероятно, послужила основой для сюжета «Тараса Бульбы» Гоголя.